# Agastya

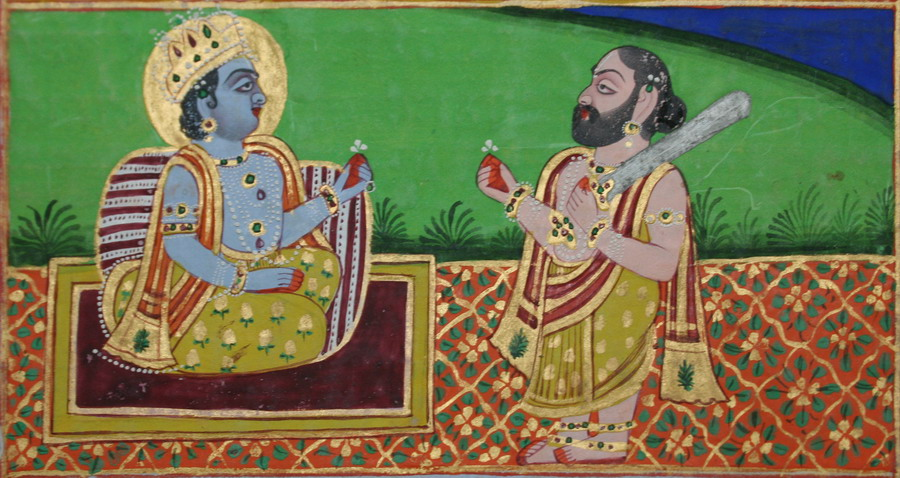
Agastya gibt Rama ein Schwert

Agastya oder Agasti (Sanskrit: अगस्त्य Agastya m.; Tamil: அகத்தியர் Akattiyan) war ein mythischer Seher, der bereits in den Veden erwähnt wird und in Südindien als Kulturheros verehrt wird. Ihm werden viele Wundertaten zugeschrieben, und er war ein Helfer der Götter und schlichtete auch den Streit zwischen Indra und den Maruts, die sich um Opfergaben stritten.

## Veden
Agastya wird in einigen Hymnen des Rigveda erwähnt, eine der Hymnen ist ein Gespräch zwischen Agastya und seiner Frau Lopamudra, der Schwester des Sehers Pulastya. Er und sein Bruder Vasishtha kamen aus einem Wasserkrug hervor, in den sich das Sperma der Götter Mitra und Varuna ergoss, als diese Urvashi, die schönste aller Apsaras erblickten. Agastya soll dabei als strahlender Fisch hervorgekommen sein.

## Ramayana
Im indischen Epos Ramayana wird Agastya als Einsiedler im Vindhyagebirge beschrieben. Er war der Führer der südindischen Weisen und wachte über die Rakshasas. Als Rama ihn besuchte, unterstützte er diesen nicht nur durch Ratschläge, er gab ihm auch Vishnus Bogen. Nachdem Rama König wurde, folgte ihm Agastya nach Ayodhya.

## Mahabharata
Die Geschichte von Agastya und seiner Frau Lopamudra wird im Vanaparvan, dem Dritten Buch des Mahabharata erzählt. Es wird berichtet, wie der Weise eines Tages im Verlaufe seiner Wanderungen auf seine Vorfahren traf, die mit dem Kopf nach unten in einer Höhle hingen. Auf seine Frage hin erklärten sie ihm, ihr misslicher Zustand sei dadurch entstanden, dass es ihrer Sippe an Nachkommen fehle, doch wenn er ein Kind zeugte, würden sie erlöst. Daraufhin begibt sich Agastya auf eine lange Suche nach einer geeigneten Partnerin und findet schließlich die hübsche Prinzessin Lopamudra, die bereit ist, als seine Frau das intensive asketische Leben mit ihm zu teilen. Agastya ist tief bewegt von ihrer Hingabe und stimmt nach einer Weile einer Vereinigung mit ihr zu, woraufhin sie einen Sohn namens Dridhasyu zur Welt bringt.

## Verehrung in Java

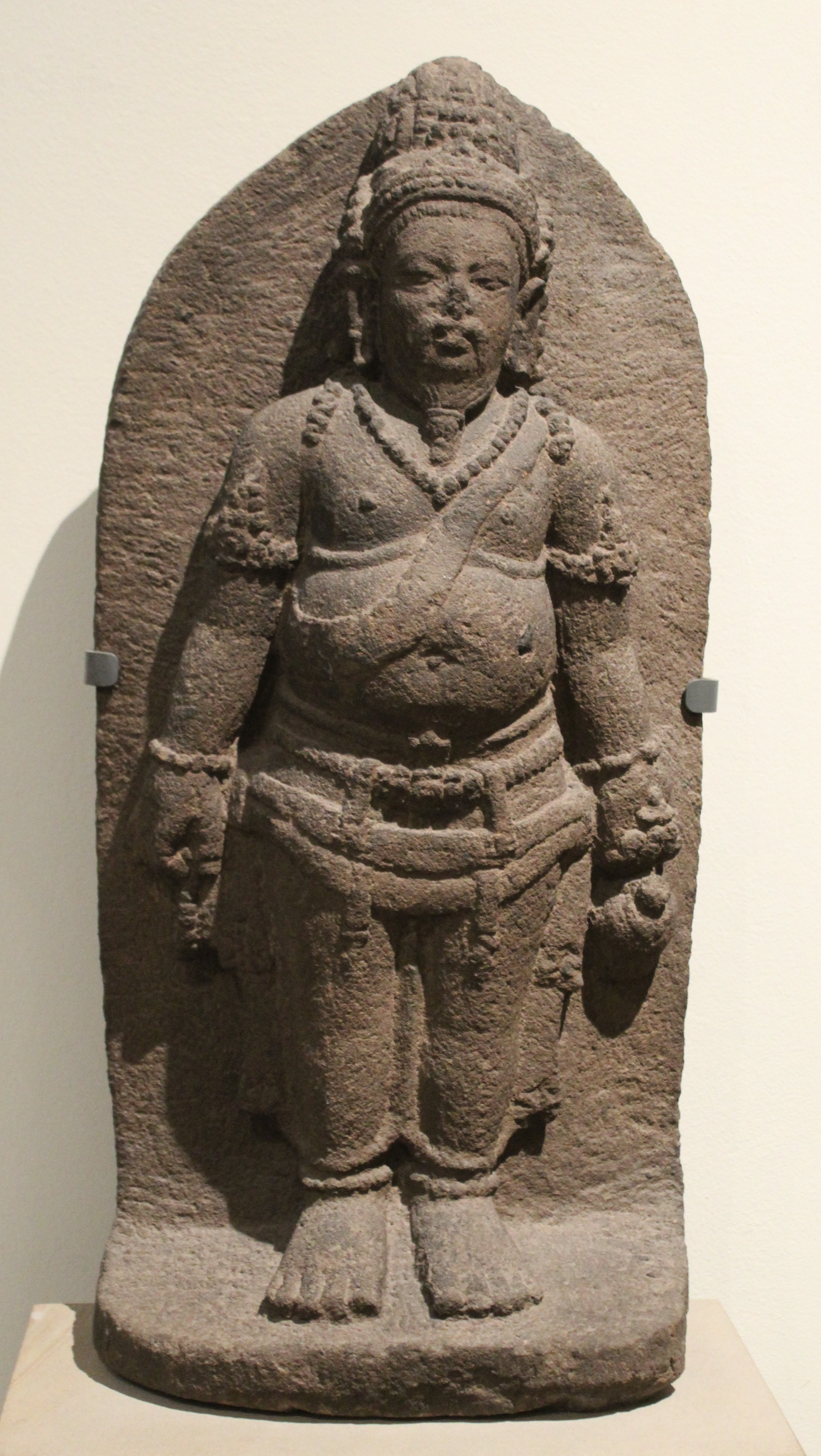
Agastya-Statue aus Zentraljava (ca. 10. Jh.)

Im zentraljavanischen Königreich Mataram (8.–10. Jh. n. Chr.) stand die Verehrung Agastyas in enger Verbindung mit der brahmanisch geprägten höfischen Kultur. Eine berühmte Statue befindet ich im Inneren des Shiva-Tempels von Prambanan. Häufig ist seine Ikonographie jedoch nur schwer von Batara Guru zu unterscheiden, der genauso wie Agastya mit Shiva assoziiert ist und als göttlicher Lehrer gilt. Im altjavanischen Gedicht Harivangsha wird ein königlicher Poet als Reinkarnation Agastyas beschreiben. Zudem ist er eine zentrale Figur des im 11. Jahrhundert entstandenen Textes Agastyaparva, wo er als Unterweiser zu religiösen Themen auftritt.

## Kulturbringer
Bei den Dravida gilt Agastya als Kulturbringer. Er soll von Shiva das Tamil gelernt haben und dann an seinen Schüler Tolkappiyar weitergegeben haben, dem Verfasser der ältesten bekannten Grammatik des Tamil. Er soll von Dvaraka oder einem anderen Ort ins Vindhyagebirge gezogen sein, wo Agastya auch heute noch besondere Verehrung genießt. Von dort zog er weiter nach Südindien und ließ sich auf dem Berg Agastya Malai in Kerala nieder.

## Verehrung und Ikonographie
Agastya wird als bärtiger und untersetzter Mann mit dickem Bauch dargestellt, der in der Linken einen Wasserkrug hält. Nach südindischer Überlieferung soll der Fluss Kaveri aus seinem Wasserkrug fließen. Agastya wird nicht nur im Vindhyagebirge und in Südindien verehrt, sondern auch außerhalb Indiens. So ist sein Kult im mittelalterlichen Sri Lanka bezeugt, vermutlich beim Adam’s Peak.